# Nam Levant

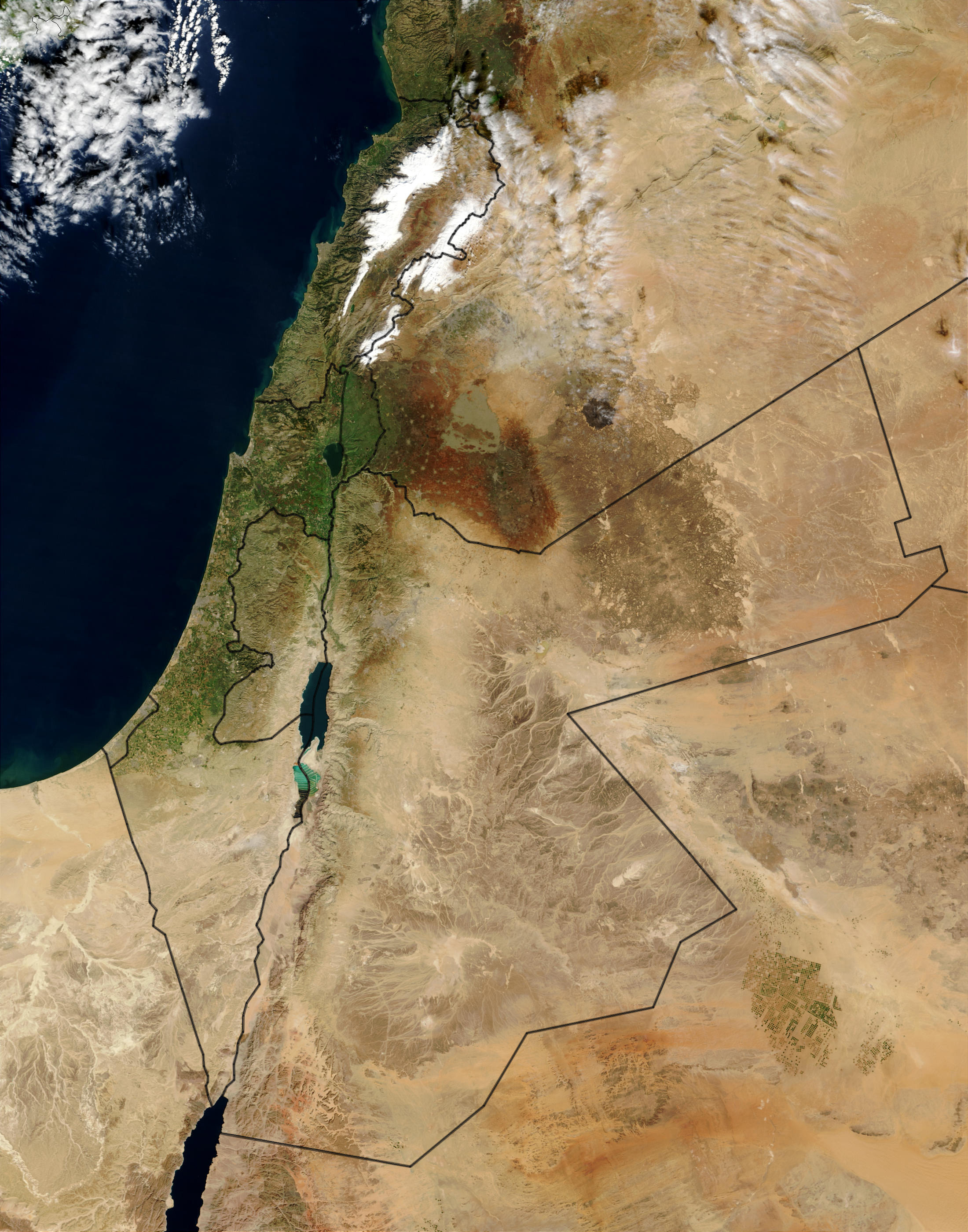
Ảnh vệ tinh miền Nam Levant

Nam Levant là một khu vực địa lý bao gồm nửa phía nam của Levant. Lãnh thổ tương ứng với Israel, Palestine và Jordan thời hiện đại; một số định nghĩa khác bao gồm miền nam Liban, miền nam Syria và bán đảo Sinai. Đây là một cách mô tả về mặt địa lý được sử dụng nghiêm ngặt, đôi khi nó được sử dụng bởi các nhà khảo cổ và sử gia để tránh các ý nghĩa tôn giáo và chính trị của các tên khác cho khu vực này.
Giống như phần lớn Tây Nam Á, Nam Levant là một khu vực khô cằn chủ yếu là sa mạc và thảo nguyên khô, với một dải đất hẹp khí hậu ôn hòa hơn dọc theo bờ biển Địa Trung Hải. Về mặt địa lý, vùng này bị chia cắt bởi Thung lũng Jordan, một phần của Thung lũng tách giãn lớn chia cắt khu vực từ bắc xuống nam và bao bọc biển hồ Galilee, sông Jordan và Biển chết - điểm thấp nhất trên bề mặt Trái đất.
Nam Levant có một lịch sử lâu dài và là một trong những khu vực trên thế giới được các nhà khảo cổ học nghiên cứu kỹ lưỡng nhất. Nó được coi là nơi đầu tiên mà cả người vượn đầu và người hiện đại xâm chiếm bên ngoài châu Phi. Do đó, nó có một khảo cổ học thời đại đồ đá phong phú, kéo dài từ 1,5 triệu năm trước. Với một trong những địa điểm sớm nhất cho các khu định cư đô thị của con người, nó cũng tương ứng với các phần phía tây của Lưỡi liềm Màu mỡ.
Nam Levant đề cập đến nửa lãnh thổ phía nam của Levant nhưng có một số phương sai về định nghĩa địa lý, với định nghĩa rộng nhất bao gồm Israel, Palestine, Jordan, Lebanon, miền nam Syria và Sinai. Trong lĩnh vực khảo cổ học, miền nam Levant là "khu vực trước đây được xác định là Syria-Palestine và bao gồm cả Canaan".
Nhiều học giả nghiên cứu khảo cổ học của khu vực đã sử dụng thuật ngữ Levant (bao gồm nửa phía bắc và phía nam) là "thuật ngữ lựa chọn" do nó là một "thuật ngữ rộng lớn hơn và có liên quan", không có "âm mưu chính trị" cho quan niệm Syria-Palestine. Một cuộc khảo sát ở Bắc Mỹ cho thấy "nhấn mạnh và phạm vi của quan niệm này là miền nam Levant, một khu vực trước đây được xác định là Syria-Palestine bao gồm cả Canaan", quan niệm này được đồng thuận bởi hầu hết các tiến sĩ hiện đại, họ sử dụng thuật ngữ 'Israel' và 'Canaan'.
Thuật ngữ "Nam Levant" cũng bị chỉ trích là không chính xác và là một cái tên khó phân xử. Thuật ngữ Nam Levant đã được mô tả trong diễn ngôn học thuật như một cách mô tả "ít nhất là thuật ngữ địa lý chặt chẽ" của khu vực, tránh các ý nghĩa tôn giáo và chính trị của các tên như "Canaan", "Thánh địa", "Đất đai của Israel", hoặc "Palestine".